# Quatuor pour saxophones de Schmitt
Pour les articles homonymes, voir Quatuor pour saxophones.
Le Quatuor pour saxophones opus 102 est une œuvre pour quatuor de saxophones de Florent Schmitt composée en 1941.

## Présentation
Le Quatuor pour saxophones, op. 102, est composé en 1941 et créé en février 1943 à Paris, salle Gaveau, par le Quatuor Marcel Mule, dédicataire de l'œuvre,,.
La partition, écrite pour quatuor de saxophones (un saxophone soprano, un saxophone alto, un saxophone ténor et un saxophone baryton), est publiée par Durand en 1948.

## Structure
Le Quatuor pour saxophones, d'une durée moyenne d'exécution de quinze minutes environ, est composé de quatre mouvements, :
1. Avec une sage décision, qui est une fugue dont le thème est en premier énoncé au saxophone ténor, avant une progression de l'écriture contrapuntique « jusqu'à une section plus détendue ; en son centre, des fioritures unifiées ouvrent la voie à la reprise du thème original[3] » ;
2. Vif, « page impétueuse, preste et espiègle dotée d'un accompagnement syncopé qui sous-tend des passages mélodiques plus lyriques[3] » ;
3. Assez lent, qui « débute par une idée répétée par le saxophone baryton, qui précède un mouvement d'accords lent et réfléchi confié aux saxophones aigus[3] » ;
4. Animé sans excès, final qui « commence lui aussi avec le baryton, qui instaure l'esprit énergique de ce morceau[3] ».

Pour le musicologue François-René Tranchefort, l'œuvre est, « à sa manière, un miracle — et un modèle — d'écriture pour un ensemble peu usité, dont chacun peut reconnaître la richesse et la souplesse d'expression que porte en lui un instrument qu'on a passablement maltraité ».
Pour Catherine Lorent, les quatre mouvements du Quatuor, « très contrastés, parfois d'une grande virtuosité contrapuntique, sont [...] un véritable réservoir de trouvailles sonores, exploitant toutes les possibilités de l'instrument ».

## Discographie
- French Saxophone Quartets — Pierre-Max Dubois (Quatuor pour saxophones), Gabriel Pierné (Introduction et variations sur une ronde populaire), Jean Françaix (Petit quatuor pour saxophones), Alfred Desenclos (Quatuor pour saxophones), Eugène Bozza (Andante et scherzo), Florent Schmitt (Quatuor pour saxophones) — Kenari Quartet, Naxos 8.573549, 2016.

### Ouvrages généraux
- François-René Tranchefort (dir.), Guide de la musique de chambre, Paris, Fayard, coll. « Les Indispensables de la musique », 1989, 995 p. (OCLC 21318922, BNF 35064530), p. 773-778.

### Monographies
- Catherine Lorent, Florent Schmitt, Paris, Bleu nuit éditeur, coll. « Horizons » (no 27), 2012, 176 p. (ISBN 978-2-35884-016-3, BNF 42581018).
- Madeleine Marceron, Florent Schmitt, Paris, Ventadour, coll. « Paroles sans musique », 1959, 48 p. (BNF 37748441).